# BK Slavia Praha
BK Slavia Praha (celým názvem: Basketbalový klub Slavia Praha) byl český basketbalový klub, který sídlil v pražských Vršovicích. Klubové barvy byly červená a bílá. Své domácí zápasy odehrával v hale Slavie Eden s kapacitou 1 350 diváků.
První známé turnajové umístění je ze sezóny 1943/44, kdy se Slavia umístila na třetím místě v tehdejší Zemské lize. Bronzová medaile z tohoto ročníku byla první a poslední medailová pozice, na kterou muži Slavie v historii nejvyšší soutěže dosáhli. V nejvyšší soutěži vydržela Slavie až do sezóny 1948/49, kdy se umístila na sestupovém devátém místě. Další účast v československé nejvyšší soutěži přišla v sezóně 1965/66 a byla pouze epizodní, protože se slávistické mužstvo umístilo na sestupovém třináctém místě. Soupiska mužstva v této sezóně byla následující: Zdeněk Douša, František Babka, Miloš Komeštík, Pudil, Kolář, Holec, Přikryl, Drábek, Hofman, Tichý, Schejbal, Hruška, Vondráček, Túma, trenérem byl pan František Gargela.
V devadesátých letech byla Slavie naposledy účastníkem vrcholových soutěží. Muži působili až do svého sestupu pět sezón v nejvyšší soutěži. Poté basketbalová Slavie začala paběrkovat v nižších soutěžích. Poslední aktivní mládežnický oddíl působil v sezóně 2013/14 v soutěži kadetů v Praze. Poslední známá aktivita mužského oddílu byla v sezóně 2014/15, kdy účinkoval v Pražské 2. třídě (6. nejvyšší úroveň). Od této doby nevykazuje basketbalová Slavie žádnou aktivitu v mužských a ani v mládežnických soutěžích ČBF (Česká basketbalová federace), čímž de facto skončila dlouholetá éra činnosti basketbalu ve Slavii.
Klub byl obnoven 3.3.2020, a v roce 2022 po vítězství v první lize a úspěšné baráži postoupil pro sezónu 2022/2023 do NBL.
Dříve v klubu působil ženský oddíl, ten od počátku milénia hraje pod názvem BLK Slavia Praha.

## Historické názvy
Zdroj:
- 19?? – SK Slavia (Sportovní klub Slavia)
- 1948 – Sokol Slavia Praha
- 1949 – ZSJ Dynamo Slavia Praha (Základní sportovní jednota Dynamo Slavia Praha)
- 1953 – DSO Dynamo Praha (Dobrovolná sportovní organizace Dynamo Praha)
- 1954 – TJ Dynamo Praha (Tělovýchovná jednota Dynamo Praha)
- 1965 – TJ Slavia Praha (Tělovýchovná jednota Slavia Praha)
- 1977 – TJ Slavia IPS Praha (Tělovýchovná jednota Slavia Inženýrské průmyslové stavby Praha)
- 1991 – BK Slavia Praha (Basketbalový klub Slavia Praha)
- 200? – BC Slavia Praha (Basketball Club Slavia Praha)
- 2020 – SK Slavia Praha - basketbal z.s. (Sportovní klub Slavia Praha)

## Umístění v jednotlivých sezonách
Stručný přehled
Zdroj:
- 1943–1945: Zemská liga (1. ligová úroveň v Protektorátu Čechy a Morava)
- 1945–1949: Státní liga (1. ligová úroveň v Československu)
- 1950–1951: Státní liga (1. ligová úroveň v Československu)
- 1951: Mistrovství Československa (1. ligová úroveň v Československu)
- 1965–1966: 1. liga (1. ligová úroveň v Československu)
- 1993–1998: 1. liga (1. ligová úroveň v České republice)
- 2010–2013: Pražská 1. třída – sk. A (5. ligová úroveň v České republice)
- 2013–2015: Pražská 2. třída – sk. C (6. ligová úroveň v České republice)
- 2020–2022: 1. liga (2. ligová úroveň v České republice)
- 2022–????: NBL (1. ligová úroveň v České republice)

Jednotlivé ročníky
Zdroj:
Legenda: ZČ - základní část, červené podbarvení - sestup, zelené podbarvení - postup, fialové podbarvení - reorganizace, změna skupiny či soutěže
| Protektorát Čechy a Morava (1943 – 1945) |                            |           |           |                                       |              |
| Sezóny                                   | Soutěž                     | Úroveň    | ZČ        | Play-off, nadstavba, sk. o udržení... | Poznámky     |
| 1943/44                                  | Zemská liga                | 1. úroveň | 3. místo  |                                       |              |
| 1944/45                                  | Zemská liga                | 1. úroveň | ?. místo  |                                       | Reorganizace |
| Československo (1945 – 1993)             |                            |           |           |                                       |              |
| Sezóny                                   | Soutěž                     | Úroveň    | ZČ        | Play-off, nadstavba, sk. o udržení... | Poznámky     |
| 1945/46                                  | Státní liga                | 1. úroveň | 5. místo  |                                       |              |
| 1946/47                                  | Státní liga                | 1. úroveň | 6. místo  |                                       |              |
| 1947/48                                  | Státní liga                | 1. úroveň | 9. místo  |                                       |              |
| 1948/49                                  | Státní liga                | 1. úroveň | 10. místo |                                       | Sestup       |
| …                                        |                            |           |           |                                       |              |
| 1950/51                                  | Státní liga                | 1. úroveň | 11. místo |                                       | Reorganizace |
| 1951                                     | Mistrovství Československa | 1. úroveň | 6. místo  |                                       | Sestup       |
| …                                        |                            |           |           |                                       |              |
| 1965/66                                  | Státní liga                | 1. úroveň | 13. místo |                                       | Sestup       |
| …                                        |                            |           |           |                                       |              |
| Česko (1993 – 2015)                      |                            |           |           |                                       |              |
| Sezóny                                   | Soutěž                     | Úroveň    | ZČ        | Play-off, nadstavba, sk. o udržení... | Poznámky     |
| 1993/94                                  | 1. liga                    | 1. úroveň | 10. místo | Play-out (1. místo)                   |              |
| 1994/95                                  | 1. liga                    | 1. úroveň | 9. místo  | Play-out (1. místo)                   |              |
| 1995/96                                  | 1. liga                    | 1. úroveň | 8. místo  | Zápas o 7. místo (nerozhodně)         |              |
| 1996/97                                  | 1. liga                    | 1. úroveň | 10. místo | Play-out (2. místo)                   |              |
| 1997/98                                  | 1. liga                    | 1. úroveň | 12. místo | Play-out (4. místo)                   | Sestup       |
| …                                        |                            |           |           |                                       |              |
| 2010/11                                  | Pražská 1. třída – sk. A   | 5. úroveň | 10. místo |                                       |              |
| 2011/12                                  | Pražská 1. třída – sk. A   | 5. úroveň | 8. místo  |                                       |              |
| 2012/13                                  | Pražská 1. třída – sk. A   | 5. úroveň | 11. místo |                                       | Sestup       |
| 2013/14                                  | Pražská 2. třída – sk. C   | 6. úroveň | 8. místo  |                                       |              |
| 2014/15                                  | Pražská 2. třída – sk. C   | 6. úroveň | 12. místo |                                       | Sestup       |
|                                          |                            |           |           |                                       |              |
| 2020/21                                  | 1.liga                     | 2. úroveň | nedohráno | covid 19                              |              |
| 2021/22                                  | 1.liga                     | 2. úroveň | 1. místo  | Play-off (1. místo)                   | Postup       |
| 2022/23                                  | NBL                        | 1. úroveň |           |                                       |              |